# 1.ª Escuadrilla Aeronaval de Sostén Logístico Móvil
La 1.ª Escuadrilla Aeronaval de Sostén Logístico Móvil (EA51) fue una unidad de la Armada Argentina con asiento en la Base Aeronaval Ezeiza. Ejecutora de los vuelos de la muerte e integrante del Grupo de Tareas 80.4 durante la guerra de las Malvinas.

## Origen
Con el nombre de 1.ª Escuadrilla Aeronaval de Transporte, fue creado en 1949. Se compuso por aviones Douglas DC-4 y dependía del Comando de Transportes Aeronavales.
En 1963, la Escuadrilla adoptó el nombre de 1.ª Escuadrilla Aeronaval de Sostén Logístico Móvil mientras el Comando de Transportes Navales mutaba a la Escuadra Aeronaval N.º 5.
En 1973, Argentina compró tres L-188PF Electra que asignó a la 1.ª Escuadrilla.

## Participación en los vuelos de la muerte
La 1.ª Escuadrilla fue ejecutora de los vuelos de la muerte mediante los aviones Electra. Los comandantes de la Escuadrilla fueron los capitanes de corbeta César Enrique Ávila en 1976 y José Roberto Fernández en 1977.

## Operaciones en Malvinas
En 1982 se produjo la guerra de las Malvinas. La 1.ª Escuadrilla, al mando del capitán de corbeta Luis Conrado Lupori, constituyó la Unidad de Tareas 80.4.1, integrando el Grupo de Tareas 80.4 de la Fuerza de Tareas 80.
Durante el mes de abril la Escuadrilla efectuó 27 cruces desde el continente a las Malvinas.
Debido a la falta de aviones de exploración disponibles, el Comando de la Aviación Naval ordenó utilizar los aviones Electra como exploradores. Entre el 4 y el 13 de mayo la 1.ª Escuadrilla desarrolló operaciones de exploración.
Entre el 3 y el 5 de mayo la Escuadrilla intervino en el traslado de los náufragos del crucero ARA General Belgrano.
El 7 de mayo y desde la Base Aeronaval Río Grande el 5-T-1 al mando del capitán de corbeta Marcelo Bóveda y el teniente de navío Alejandro Cagliolo buscó infructuosamente al destructor británico HMS Exeter que según la inteligencia argentina había cruzado al océano Pacífico por el canal de Panamá y se dirigía a Malvinas cruzando el sur del cabo de Hornos.
El 29 de mayo la Escuadrilla logró burlar el bloqueo por única vez. El 5-T-2, piloteado por el capitán de corbeta Lupori y el teniente de navío ALejandro Cagliolo, aterrizó en el Aeropuerto de Puerto Argentino bajo bombardeo enemigo. Bombas enemigas cayeron a 300 metros del avión. Durante toda la maniobra de carga y descarga los motores permanecieron encendidos. Después el avión regresó a Río Grande.
El Electra dejó en la Estación Aeronaval Malvinas 700 litros de cloro, 4 toneladas de munición, más ropa y calzado que sumaron en total 8,3 toneladas de carga. De regreso se evacuó militares y sobrevivientes de un pesquero hundido.
Tras la rendición argentina en Malvinas la Escuadrilla evacuó prisioneros de guerra argentinos.
La Escuadrilla recibió la condecoración «Operaciones de Combate».